# Dianhydride pérylène-3,4,9,10-tétracarboxylique
Le dianhydride pérylène-3,4,9,10-tétracarboxylique, généralement abrégé en PTCDA (pour l'anglais perylene-3,4,9,10-tetracarboxylic dianhydride), est un pigment organique étudié en recherche pour le développement de composants électroniques en matériaux semiconducteurs organiques tels que des transistors à effet de champ organiques, tandis que certains de ses dérivés, tels que le DiMe-PTCDI, peuvent servir à réaliser des cellules photovoltaïques organiques ou augmenter l'efficacité quantique des cellules photovoltaïques à dioxyde de titane TiO2.
Le PTCDA dérive structurellement du pérylène, un hydrocarbure aromatique polycyclique, et cristallise selon deux formes polymorphiques conventionnellement appelées α et β. La structure bidimentionnelle de couches de PTCDA épitaxées par jet moléculaire a été étudiée en détail sur différents substrats tels que le graphite et le disulfure de molybdène MoS2, le cuivre, l'argent, ainsi que sur des isolants tels que le chlorure de sodium NaCl, le chlorure de potassium KCl et le bromure de potassium KBr.